# كأس إسكتلندا 1961–62
كأس اسكتلندا 1961–62 (بالإنجليزية: 1961–62 Scottish Cup)‏ هو موسم من كأس اسكتلندا. فاز فيه نادي رينجرز.